# Choerodon sugillatum
Choerodon sugillatum är en fiskart som beskrevs av Gomon, 1987. Choerodon sugillatum ingår i släktet Choerodon och familjen läppfiskar. IUCN kategoriserar arten globalt som livskraftig. Inga underarter finns listade i Catalogue of Life.